# 黒田長貞
黒田 長貞（くろだ ながさだ）は、江戸時代中期の大名。筑前国秋月藩4代藩主。室は上杉綱憲の娘。

## 生涯
元禄10年（1697年）、福岡藩家臣・野村祐春の子として筑前国福岡にて誕生した。母は黒田一貫の娘。
正徳5年（1715年）11月、黒田長軌の病が重くなり養子となり、同年12月25日、遺領を継いだ。
享保元年（1716年）1月15日、8代将軍・徳川吉宗に御目見する。同年7月22日、従五位下甲斐守に叙任。財政窮乏化のため、定免制や蔵米知行制度導入による藩政改革を行なっている。
宝暦4年（1754年）9月10日、秋月にて死去した。58歳。法号は耀誉祐歓興願院。同地の古心寺に葬られた。
家督は長男・長邦が継いだ。

## 系譜
父母
- 野村祐春（実父）
- 鶴子 - 黒田一貫の娘（実母）
- 黒田長軌（養父）

正室
- 豊姫、瑞耀院 - 上杉綱憲の娘

子女
- 黒田長邦（長男） 生母は瑞耀院
- 黒田長通（次男） 生母は瑞耀院
- 酒井忠聴[2]（三男） 生母は瑞耀院
- （四男） 生母は瑞耀院
- （長女） 生母は瑞耀院
- 春姫（次女） - 秋月種美正室、生母は瑞耀院
- 娘（三女） - 甘露寺規長正室
- 娘（四女） - 唐橋在家正室
- 満徳院 - 堤栄長正室